# Cebus cesarae
El capuchino de frente blanca del Río Cesar (Cebus cesarae) es una especie del género Cebus del Valle del Río Cesar en el norte de Colombia. Anteriormente se había considerado una subespecie del capuchino de frente blanca.  El análisis genético realizado por Jean Boubli en 2012 reveló que el capuchino de frente blanca del Río Cesar está en realidad más relacionado con el capuchino de cara blanca colombiano que con C. albifrons.  Algunos autores lo consideran una subespecie del capuchino de frente variada (C. versicolor cesarae).
El capuchino de frente blanca del Río Cesar vive en bosques semi-deciduales secos, bosques de galería y manglares.  Su pelaje es de color claro.  Los machos tienen una longitud de cabeza y cuerpo entre 30.8 y 40.7 cm, con una longitud de cola de entre 41.9 y 49.5 cm.  Las hembras tienen una longitud de cabeza y cuerpo entre 35.3 y 38.5 cm, con una longitud de cola de entre 46.1 y 50 cm.